# Murayama
Murayama (村山市?) è una città giapponese della prefettura di Yamagata.